# Kawasaki ZX-12R
La Kawasaki Ninja ZX-12R est un modèle de motocyclette du constructeur japonais Kawasaki, appartenant à la gamme de motos sportives, produite de 2000 à 2006.

## Historique
Elle est une concurrente des modèles Suzuki GSX-R 1300 Hayabusa et Honda CBR 1100 XX.

### Phase 1 (2000-2001)
Proposée en trois coloris à sa sortie en 2000 (« candy lime green, metallic phantom silver, candy persimmon red »), la moto innove dans sa conception par un cadre monocoque en aluminium, contrairement à la plupart des motos sportives du marché conçues avec un cadre périmétrique double longeron en aluminium. Le réservoir de carburant est en grande partie située sous la selle du pilote. Les carénages ont été développés en collaboration avec le département aéronautique de la marque : ils intègrent de petits ailerons sur les flancs ainsi qu'une conduite d'air forcée sous les phares.
En 2001, les coloris changent sensiblement par l'ajout de dessins de flammes, le coloris « candy lightning blue » apparaît. Le compteur de vitesse, auparavant gradué jusqu'à 340 km/h, n'affiche plus cette dernière graduation pour respecter le Gentlemen's agreement.

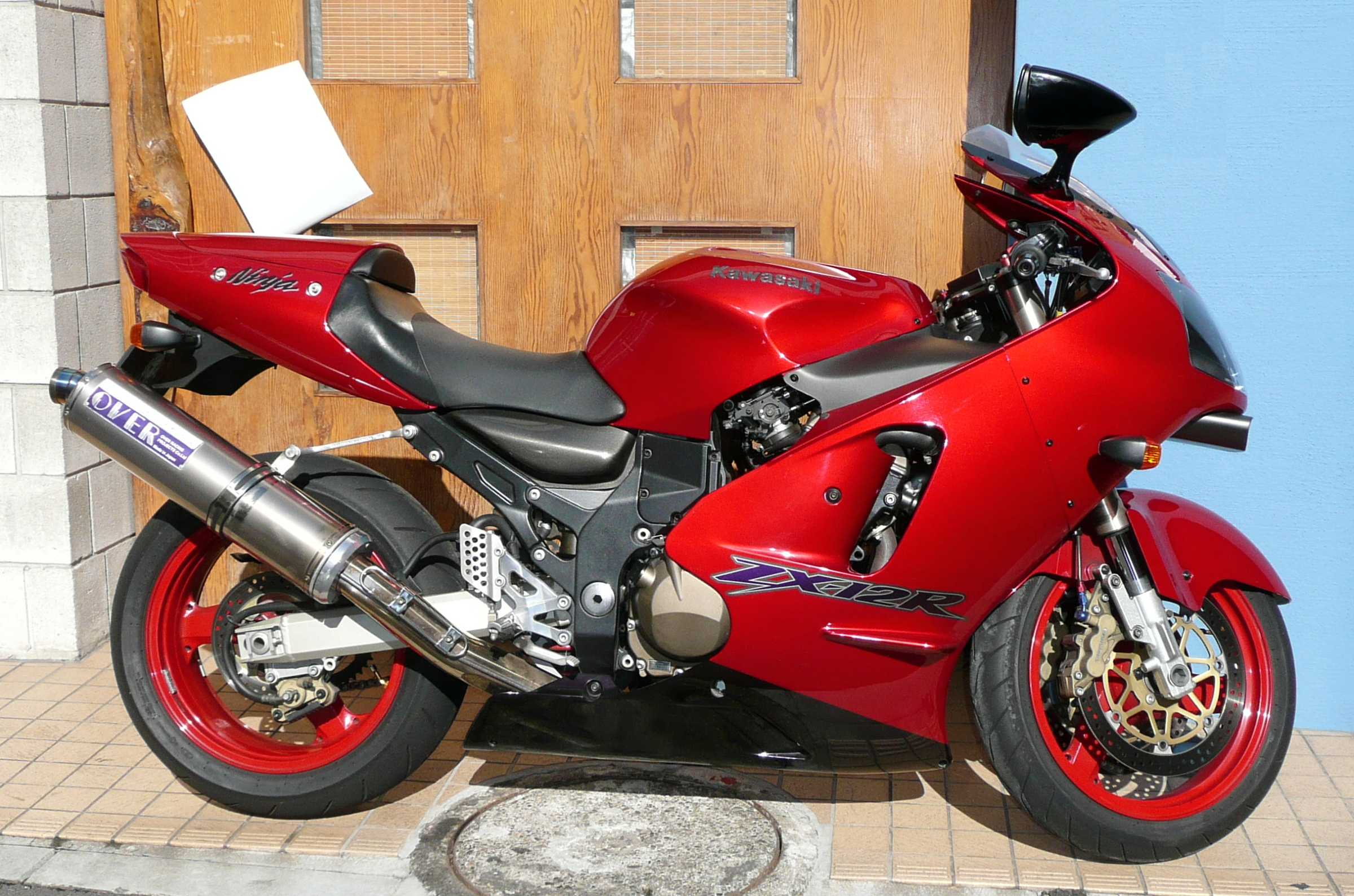
Coloris candy persimmon red.

### Phase 2 (2002-2006)
La moto évolue avec la phase 2 à partir de 2002 avec de nombreuses modifications notamment sur la cartographie d'injection du moteur, le vilebrequin, l'embrayage ou encore la géométrie du châssis. La carrosserie est restylée, reconnaissable par la conduite d'air forcée plus profilée sous la tête de fourche, une bulle redessinée en triangle et des optiques de phare plus anguleux.
En 2004, les étriers de freins à 6 pistons sont remplacés par des étiers de frein radiaux à 4 pistons, le diamètre des disques de frein avant réduit à 300 mm.